# Variations pour une porte et un soupir

Variations pour une porte et un soupir est une pièce de musique concrète en vingt-cinq mouvements conçue et réalisée par Pierre Henry et créée le 27 juin 1963 à l'Église Saint-Julien-le-Pauvre à Paris.
Cette œuvre a été composée sur magnétophones avec des enregistrements réalisés par le compositeur à partir de trois corps sonores : la bouche pour l'émission de soupirs (inspirés/expirés), des portes dont il tire une grande variété de grincements et un flexatone. Les Variations pour une porte et un soupir ont d'abord été commercialisées sur vinyle dans une version en seize mouvements.

## Ballets
Maurice Béjart crée son ballet éponyme à partir de seize mouvements de l'œuvre dans le cadre de la soirée Prospective au Théâtre Royal de la Monnaie de Bruxelles, le 22 octobre 1965, avec sept solistes du Ballet du XXe siècle qui changeront chaque soir. Ce ballet est à nouveau créé en 1976 au Festival d'Avignon.
George Balanchine en a également fait un ballet en 1974.

## Discographie
Actuellement sont disponibles la version en vingt-quatre mouvements dans le coffret de quatre CD intitulé Mix 03 - Pierre Henry publié en 2001 par Philips, ainsi que des extraits dans plusieurs CD de compilation consacrés au compositeur comme Compilation amoureuse en hommage à Maurice Béjart (quatre mouvements), Messe pour le temps présent (dix mouvements)…
Les 25 mouvements de la version CD Harmonia mundi HMC 905200, 1987, et HMA 1905200, 1994, 48 min 17 s :
1. Sommeil, 2 min 38 s
2. Balancement, 1 min 13 s
3. Chant 1, 27 s
4. Éveil, 1 min 24 s
5. Chant 2, 1 min 28 s
6. Étirement, 58 s
7. Gestes, 1 min 40 s
8. Comptine, 1 min 32 s
9. Fièvre 1, 2 min 24 s
10. Bâillement, 1 min 22 s
11. Chant 3, 1 min 40 s
12. Colère, 1 min 47 s
13. Balancement, 2 min 39 s
14. Respiration, 1 min 59 s
15. Fièvre 2, 2 min 29 s
16. Gymnastique, 2 min 15 s
17. Chant 4, 36 s
18. Braiements, 1 min 32 s
19. Vagues, 1 min 34 s
20. Chant 5, 1 min 23 s
21. Transe, 2 min 09 s
22. Râles, 2 min 16 s
23. Ronflement, 2 min 39 s
24. Chant 6, 57 s
25. Mort, 5 min 19 s